# Juan de la Cruz
San Juan de la Cruz, cuyo nombre secular era Juan de Yepes Álvarez y su primera identificación como fraile Juan de Santo Matía (Fontiveros, 24 de junio de 1542 - Úbeda, 14 de diciembre de 1591), fue un religioso y poeta místico del Renacimiento español. Fue reformador de la Orden de Nuestra Señora del Monte Carmelo y cofundador de la Orden de los Carmelitas Descalzos con santa Teresa de Jesús.
Junto con santa Teresa de Jesús, se le considera el autor cumbre de la mística experimental cristiana. Poetas de extracción diversa como Rubén Darío, Juan Ramón Jiménez, Paul Valéry y T. S. Eliot consideraron los poemas de Juan de la Cruz no solo como la cumbre de la mística española, sino de la poesía en esta lengua. Desde 1952 es el patrono de los poetas en lengua española. Es uno de los 36 Doctores de la Iglesia, y fue canonizado por Benedicto XIII en 1726.

## Biografía

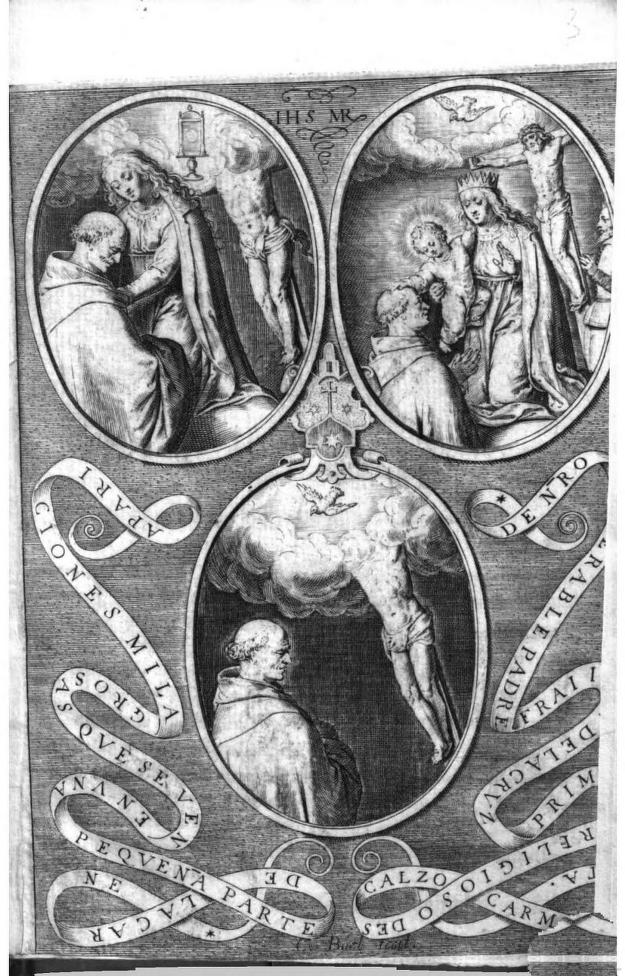
Grabado en talla dulce de Cornelis Boel, origen de la iconografía del santo, publicado en la obra de fray José de Jesús María, Relación de un insigne milagro que Nuestro Señor obra continuamente en vna parte de carne del venerable P.F. Iuan de la Cruz primer Religioso Descalço Carmelita, autenticado y aprouado por el señor don Iuan Vigil de Quiñones, Obispo de Valladolid, Madrid, por la viuda de Alonso Martín, 1615.

### Orígenes familiares
El padre era descendiente de judeoconversos.
Según san Juan de la Cruz, sus padres eran unos pobres tejedores de buratos. Los buratos eran unos velos o cendales de seda muy tenues y delicados. Es decir, eran artículos de lujo que solían llevar las damas ricas entre los siglos XV y XVI y, aunque suele pensarse que eran de luto, generalmente eran blancos.
La familia paterna provenía de la villa de Torrijos, donde poseía tierras y un molino de aceite, aunque también tenía ramificaciones en Toledo y Yepes. Según declaró Francisco de Yepes, hermano mayor del santo, el padre era noble, por tanto debió alcanzar la hidalguía, y se trasladó a Fontiveros, donde se casó con Catalina Álvarez. El matrimonio debió celebrarse hacia 1527.

### Primeros años
Nació en 1542 en el municipio abulense de Fontiveros, situado en la amplia paramera delimitada por Madrigal de las Altas Torres, Arévalo y Ávila, con el nombre de Juan de Yepes Álvarez.
Tenía dos hermanos mayores llamados Francisco y Luis. El padre murió hacia 1543, después de una enfermedad que duró dos años, lo que dejó a la familia en una difícil situación.
Catalina intentó dejarle su hijo mayor a uno de sus cuñados, el clérigo bachiller Diego de Yepes, sin éxito. Luego consiguió dejárselo a otro cuñado, Juan de Yepes, médico en la villa de Gálvez. Tras esto, regresó a Fontiveros donde poco después murió su hijo Luis, cuando tenía aproximadamente 10 años y Juan seis, quizá por mala alimentación.
Francisco no logró aprender a leer y escribir normalmente en la escuela pero aprendió bien el oficio de tejedor de buratos. Su madre le puso bajo contrato con un maestro de la seda en Arévalo, con quien convivía como aprendiz. Un incidente llevó a Catalina a trasladarse con su hijo Juan también a Arévalo para controlar el carácter despreocupado de su hijo Francisco.
Cuando Francisco tuvo 18 años, su madre le casó con una joven llamada Ana Izquierdo, natural de Muriel de Zapardiel.
En 1551 la madre se trasladó a vivir, con su hijo Francisco y su esposa, a Medina del Campo. En aquel entonces era una ciudad próspera donde, durante tres meses al año, se celebraba una de las ferias comerciales más importantes de Europa.
Juan, gracias a su condición de pobre de solemnidad, pudo asistir como interno al Colegio de los Niños de la Doctrina, privilegio que le obligaba a realizar ciertas contraprestaciones, como asistir en el convento, la ayuda a misa y a los oficios, el acompañamiento de entierros y la práctica de pedir limosna. Le daban ropa y alimento y le enseñaron a leer y a escribir. También se procuraba que los niños aprendieran un oficio, por lo que se les enviaba unas horas a trabajar a talleres de distintas clases. Por esto, Juan fue aprendiz de carpintero, de entallador y de impresor. Era poco hábil en los trabajos manuales y no era aceptado en esos talleres, pero sí lo fue en la sacristía de un convento, donde su disposición agradó a las monjas.
En Medina del Campo había un hospital donde se trataba a los pobres de sífilis (enfermedad conocida entonces como "bubas"). Estaba dirigido por Antonio Álvarez de Toledo. Probablemente debido a la recomendación de las monjas, Juan fue aceptado como trabajador de este hospital, en el cual también se dispuso su residencia. Trabajaba con los enfermos y pedía limosnas por las calles para el centro. El director se dio cuenta de que Juan era aficionado a los libros y dispuso su ingreso en un colegio de jesuitas que había sido fundado en esta ciudad en 1551 por Pedro Cuadrado.
Juan entró en el colegio de los jesuitas con 17 años, en 1559, y los estudios en este lugar duraban cuatro. Había tres maestros, siendo los mayores de 21 años, y cuarenta alumnos. Se impartía latín, historia y literatura. Se insistía en el aprendizaje de los autores Virgilio, Horacio, Séneca, Cicerón y Tito Livio.
Compaginó sus estudios con su trabajo en el hospital. Su director, Álvarez de Toledo, le ofreció el puesto de capellán del hospital, pero no aceptó ya que prefería la vida monástica.
En 1563 entró en el Convento de Santa Ana de Medina del Campo, de la Orden de los Carmelitas. En 1564 profesó con el nombre de fray Juan de Santo Matía. En su alegría por haber sido admitido en la orden, escribió un poema que se ha perdido.
Su educación no era suficiente como para ordenarse. Por ello, y gracias a sus conocimientos en latín, entró en 1564 en la Universidad de Salamanca, residiendo en el Colegio de San Andrés de los carmelitas. En el colegio solo había nueve estudiantes. Permaneció allí hasta 1567, pasando las vacaciones en Medina del Campo. En Salamanca estudió los cursos trienales de filosofía y letras. Es posible que asistiese a clases de fray Luis de León, pero jamás llegó a tratarse con él personalmente. En aquel entonces, la filosofía en Salamanca seguía una línea escolástica, basándose en Aristóteles y santo Tomás de Aquino, con algo de Platón y de san Agustín de Hipona. En el Colegio de San Andrés se hablaba de John Baconthorpe, un averroísta del siglo XIV, que aunque era de una ortodoxia dudosa, había sido provincial de los carmelitas.
En esta época leyó y asimiló la teología mística de Dionisio Areopagita, así como La consolación de la filosofía de Boecio y un tratado sobre el Cantar de los cantares atribuido a san Gregorio de Nisa.
Cuando no estaba en clase, estaba en la mesa de su habitación estudiando libros. Pasaba parte de la noche en oración. Ayunaba asiduamente, se flagelaba la espalda hasta sangrar y se negaba a participar en las conversaciones frívolas de otros compañeros.
Durante el tercer curso, fue nombrado, por sus destrezas dialécticas, prefecto de estudiantes del Colegio de San Andrés. Corregía con dureza a cualquiera que incumpliese la regla de la orden.
En Salamanca solamente tuvo un amigo, Pedro de Orozco, que había venido con él desde Medina del Campo.

### Relación con santa Teresa de Jesús
En septiembre de 1567, recién ordenado sacerdote, fue a Medina del Campo para oficiar su primera misa en presencia de su madre. Por entonces, la monja Teresa de Jesús había llegado a esta ciudad para fundar su segundo convento de monjas carmelitas reformado (las conocidas como carmelitas descalzas). La reforma de Teresa de Jesús consistía en abandonar la regla carmelita relajada de 1432, aprobada por el papa Eugenio IV, y adoptar unas constituciones más estrictas basadas en la regla de 1247 aprobada por el papa Inocencio IV, generalmente conocida como regla de san Alberto.
Teresa quería crear una rama masculina y el prior carmelita de Medina del Campo, Antonio de Jesús, al cual ella había conocido antes en Ávila, estaba dispuesto a seguir sus directrices. Antonio le dijo que contaría también con la colaboración de fray Juan de Santo Matía, de cuya vida piadosa y ascética Pedro de Orozco le había hablado con entusiasmo. Juan, por su parte, estaba descontento con la relajación de vida de los carmelitas y se estaba planteando hacerse cartujo. Teresa y Juan se encontraron y acordaron colaborar, aunque Juan pidió que no se tardase mucho en fundar la rama masculina reformada.
Posteriormente, Juan regresó a Salamanca para iniciar estudios de teología durante el curso 1567-1568. Como no terminó sus estudios de teología, no pudo obtener el título de bachiller.
Las enseñanzas de Francisco de Vitoria todavía ocupaban un lugar destacado en el programa de estudios de la Universidad de Salamanca. Este humanista había dado gran importancia al estudio de la Biblia y de los padres de la Iglesia. Esto influyó mucho en Juan, que citaba a la Biblia incluso más que los protestantes.
En agosto de 1568 abandonó Salamanca y se reunió con Teresa en el convento carmelita de Medina del Campo. Desde allí marcharon juntos, con algunas monjas, a Valladolid, donde ella iba a fundar un nuevo convento femenino. Mientras los albañiles preparaban el edificio y Teresa estaba fuera de la clausura, Juan aprovechó durante varias semanas para informarse del modo de vida de las comunidades reformadas. Fue en esta ciudad donde Juan de Santo Matía se puso el hábito de carmelita descalzo y cambió su nombre por Juan de la Cruz.
En una carta de Teresa escrita en septiembre de 1568 y enviada a su amigo Francisco de Salcedo, dice de Juan:

Hable vuestra merced a este padre, suplícoselo, y favorézcale en este negocio, que, aunque [el padre] es chico, entiendo es grande en los ojos de Dios. Cierto, él nos ha de hacer acá harta falta, porque es cuerdo y propio para nuestro modo, y así creo le ha llamado Nuestro Señor para esto. Non hay fraile que no diga bien de él, porque ha sido su vida de gran penitencia, aunque [ha] poco tiempo. Mas parece le tiene el señor de su mano, que aunque hemos tenido aquí algunas ocasiones en negocios, y yo, que soy la misma ocasión, que me he enojado con él a rato, jamás le hemos visto una imperfección. Ánimo lleva, más, como es solo ha menester lo que Nuestro Señor le da [para que] lo tome tan a pechos.

Teresa, en su libro Fundaciones, dirá de aquellos momentos con Juan:

Era un hombre tan bueno que por lo menos yo podría haber aprendido más de él que él de mi. Sin embargo no lo hice, y me limité a mostrarle cómo viven las hermanas.

Juan se dirigió posteriormente a Ávila y salió de allí con un albañil con destino a una casa solitaria y semiderruida en Duruelo, en tierras de Blascomillán. Teresa había escogido este lugar unos meses antes. Tan pronto como el inmueble fue habitable llegaron Antonio de Jesús, que pasó a ser prior, y dos frailes más. El 28 de noviembre de 1568 se fundó el convento. Juan de Santo Matías pasó a llamarse Juan de la Cruz y fue subprior y maestro de novicios.
Teresa visitó el convento de Duruelo en la primavera de 1569. Relata esta visita en su libro Fundaciones. Al llegar se encontró al prior Antonio de Jesús barriendo la entrada y le dijo "¿Qué es esto mi padre? ¿qué se ha hecho la honra?", a lo que el prior respondió sonriente "yo maldigo el tiempo que la tuve".

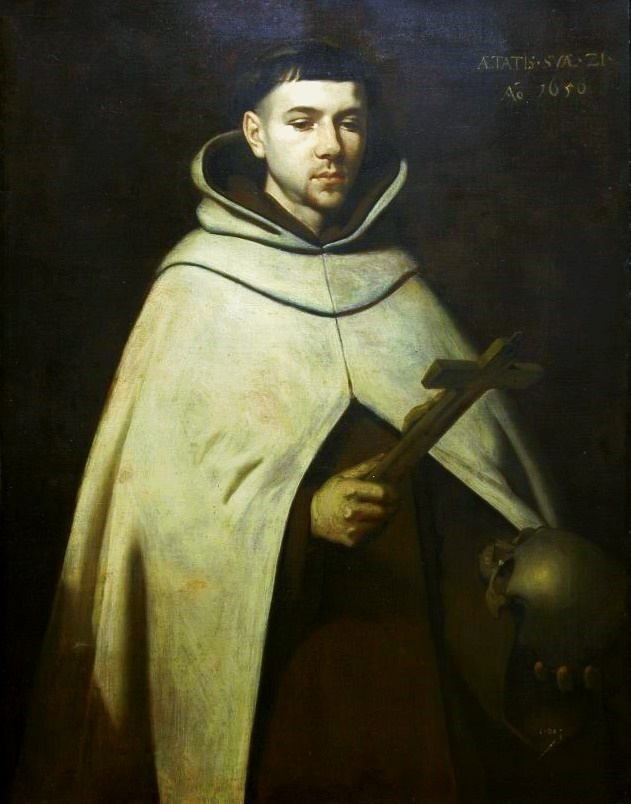
Retrato de San Juan de la Cruz (1656), atribuido a Zurbarán.

El convento de Duruelo obtuvo una gran fama en la comarca y mucha gente fue a visitarlo. Entre los visitantes estuvieron la madre, el hermano y la cuñada de Juan de la Cruz, que se instaron allí para cocinar, lavar y limpiar para él y para los otros frailes.
La comunidad de Duruelo creció y el 11 de junio de 1570 se trasladaron a una casa más amplia, situada en Mancera de Abajo.
En junio de 1569 Teresa de Jesús fundó el Convento de San José, con carmelitas descalzas, en un inmueble de Pastrana y, en julio, el convento de San Pedro, con carmelitas descalzos, en una ermita a las afueras, todo lo cual fue donado por el príncipe de Éboli. Teresa comentó con los descalzos de Pastrana la posibilidad de fundar un colegio en la Universidad de Alcalá de Henares por la necesidad de tener a personas de letras y por la comodidad de tener a gente de importancia.
Juan de la Cruz llegó a Pastrana a mediados de octubre de 1570 y fue el primer maestro de novicios. Se alojó en una cueva del entorno del convento, que todavía se conserva. Entonces en el convento había cuatro religiosos y diez novicios. Juan de la Cruz se centró en enseñar la oración mental continua, componente central de la vida contemplativa para Teresa, y la práctica de la adoración al Santísimo Sacramento, para lo cual el príncipe de Éboli había dejado rentas en su testamento.
En Pastrana, Juan de la Cruz coincidió con el príncipe de Éboli y este le dio dinero para la fundación de un convento-colegio carmelita descalzo en la Universidad de Alcalá de Henares. El objetivo de esta nueva fundación era captar a estudiantes y proveer de monjes bien formados al convento de Pastrana. Se marchó a mediados de noviembre del mismo año.
Por estos años se fueron fundando más conventos de los carmelitas descalzos: Altomira en 1571, Casas de Benítez en 1572, San Juan del Puerto en 1572 (que en realidad es una cesión de los calzados durante dos años), Granada en 1573 (que no se asentó hasta que llegó Juan de la Cruz en 1582), La Peñuela en 1573 (en el actual municipio de La Carolina) y Sevilla en 1574.
El 1 de noviembre de 1570 los carmelitas descalzos fundaron un colegio-convento en Alcalá de Henares. En 1571 Juan de la Cruz se trasladó a este colegio para ser su primer rector.
En el convento de Pastrana un joven maestro de novicios introdujo un régimen de mortificaciones humillantes y extravagantes. Teresa encargó que se mandase allí a Juan de la Cruz para que encauzase las cosas. Entre abril de 1571 y mayo o junio de 1572 Juan de la Cruz hizo una nueva visita a Pastrana para moderar los excesos rigoristas de aquel noviciado. Sin embargo, el maestro de novicios era obstinado y el prior se había marchado siguiendo a la mística Catalina de Cardona. Teresa terminó por consultar con el teólogo dominico Domingo Báñez, que le respondió que la penitencia severa o exagerada estaba prohibida por la regla. El maestro de novicios fue destituido y, al cabo de un mes, todo había vuelto a la normalidad.
Algunos pensaban que el esfuerzo de la reforma había que aplicarlo mejor en disciplinar a los carmelitas laxos y no reformados. En esta línea, el provincial carmelita Ángel Salazar le dijo al visitador apostólico Pedro Fernández que el Convento de la Encarnación de Ávila, de carmelitas calzadas, necesitaba de mejoras y le propuso que Teresa fuese la priora. Teresa llegó a la Encarnación en octubre de 1571 y estuvo en el cargo de priora tres años, hasta 1574.
Teresa quería que Juan de la Cruz fuese confesor y director espiritual de las monjas de la Encarnación. Con la aprobación del visitador Pedro Fernández, en septiembre de 1572 Juan de la Cruz dejó el colegio de Alcalá de Henares para ir a servir en la Encarnación en Ávila. Le acompañó en esta labor el descalzo Germán de San Matías. Durante su etapa como confesor en este convento, entre 1572 y 1577, dibujó un Cristo crucificado.
En un principio se instalaron en el convento de los carmelitas calzados, intramuros, pero su relación con estos frailes debió provocar alguna fricción, ya que poco después Juan y Germán se fueron a vivir a una pequeña casa colindante con el jardín del Convento de la Encarnación.
En 1574 Juan de la Cruz acompañó a Teresa de Jesús a fundar un convento de carmelitas descalzas en Segovia.

### Enfrentamiento entre carmelitas, encarcelamientos y fuga

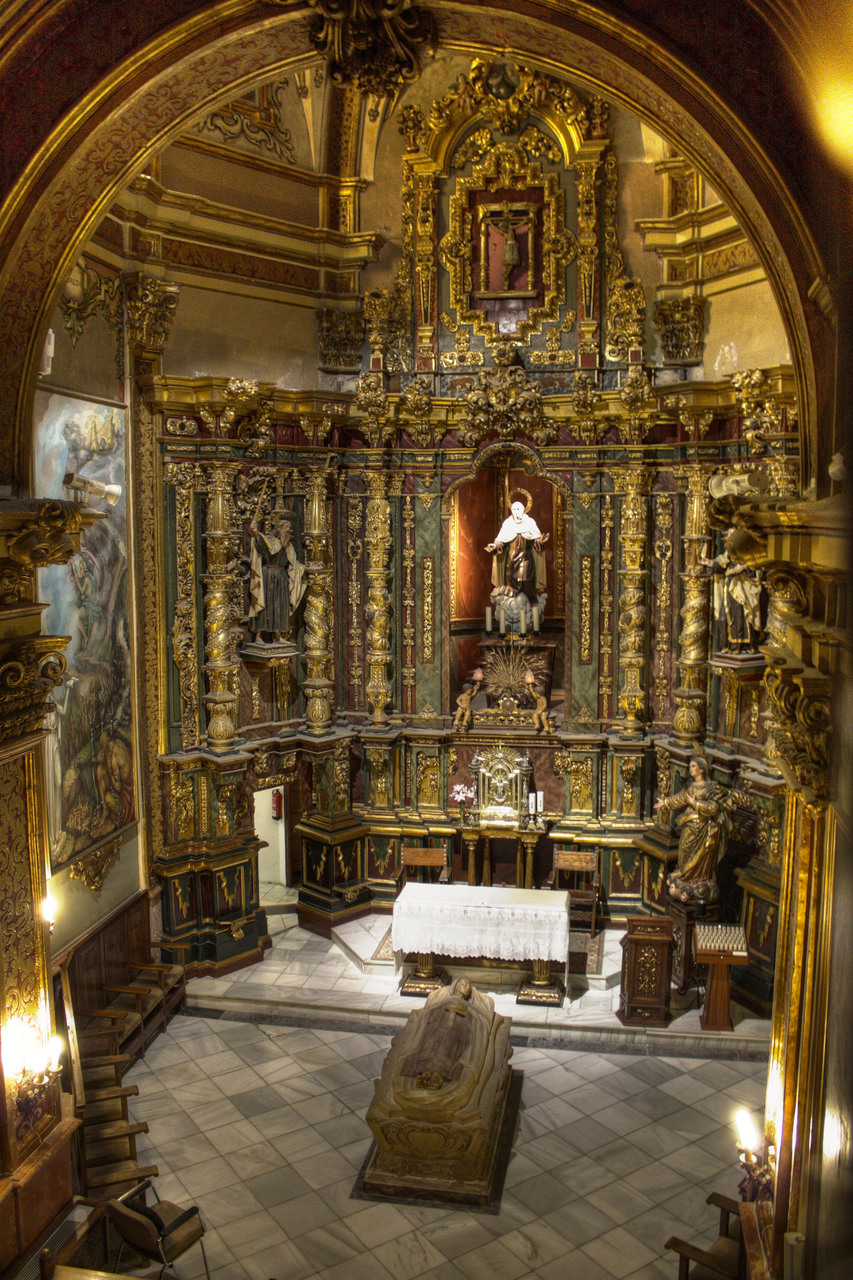
Oratorio de San Juan de la Cruz en Úbeda, donde fue sepultado al morir.

En mayo de 1575 el capítulo general de la Orden del Monte Carmelo, que tuvo lugar en Piacenza, decidió suprimir todas las fundaciones de los carmelitas descalzos realizadas sin autorización del superior general, es decir, las de Andalucía. Le quitaron al descalzo Jerónimo de la Madre de Dios su cargo de visitador y nombraron a Jerónimo Tostado visitador general de todos los conventos de España. Tras esto, algunos carmelitas descalzos, como Jerónimo de la Madre de Dios, fueron recluidos en Pastrana o en Alcalá de Henares.
San Juan de la Cruz fue apresado por los calzados y llevado a Medina del Campo en 1575, pero fue liberado a los pocos días por la intervención del nuncio, Nicolò Ormaneto, favorable a los descalzos.
El 29 de agosto de 1577 llegó a Madrid el nuevo nuncio, Filippo Sega, que era partidario de los calzados. Los frailes descalzos recibieron órdenes de abandonar sus cargos en favor de los calzados, pero ninguno de ellos obedeció.
El carmelita descalzo Antonio de Jesús se escondió en el desván del Hospital de Tavera de Toledo, pero terminó siendo apresado, aunque le soltaron poco tiempo después.
Jerónimo Tostado le ordenó a Juan de la Cruz y a su compañero Germán de San Matías que dejasen sus cargos en el Convento de la Encarnación de Ávila y volviesen a sus casas. Estos replicaron que era imposible porque habían sido nombrados confesores de ese convento por el visitador apostólico, que todavía estaba en su cargo, y no podían marcharse sin su autorización.
En octubre de 1577 tocó elegir una nueva priora para el Convento de la Encarnación de Ávila. Entre las monjas había dos grupos, las que querían la vuelta de Teresa y las laxas que querían a una calzada. Jerónimo Tostado envió al convento al provincial con instrucciones para que saliese escogida la candidata calzada. Este amenazó con excomulgar a las que votasen por Teresa. A despecho de estas intimidaciones, 55 monjas que estaban guiadas por las exhortaciones de Juan de la Cruz declararon su intención de votar por Teresa y constituyeron mayoría. El provincial mantuvo su posición e increpó y excomulgó a las que votaron por la descalza, al tiempo que requisaba y quemaba sus papeletas de voto. Esto tampoco hizo a esas monjas cambiar de opinión, tras lo cual el provincial dio orden de que no se les dejase asistir a misa, entrar en la capilla ni ver a su confesor o parientes hasta que hubiesen votado por la calzada. Como estas monjas continuaron negándose, el provincial declaró nula la elección, las excomulgó por segunda vez y nombró priora a la monja calzada, que había obtenido menos votos.
En diciembre de 1577 Juan de la Cruz y Germán de San Matías fueron apresados por los calzados con permiso del nuncio y la colaboración de las autoridades civiles. Teresa se encontraba por entonces en el Convento de San José de Ávila y se enteró rápidamente del arresto de los frailes. Al día siguiente Teresa hizo constar esto ante notario.
Teresa escribió una carta a Felipe II explicándole el bien que había hecho Juan de la Cruz a las monjas de la Encarnación y cómo en Ávila le tenían a él y a ella por santos. Relataba también que los calzados, que no temían a Dios ni a la justicia, se habían apoderado de él y que prefería verlo en manos de moros que de calzados "porque aquéllos tendrían más piedad". Le pidió al rey que ordenase la libertad de Juan.
Semanas después, Teresa escribió al arzobispo de Évora, hombre muy influyente, repitiendo lo que le había dicho al rey acerca de Juan de la Cruz y añadiendo que era "una torre de fortaleza". En marzo de 1578 escribió al descalzo Jerónimo de la Madre de Dios diciéndole:

Estoy muy inquieta por fray Juan y temerosa de que presenten más acusaciones en su contra. Dios trata a sus amigos de una manera terrible, pero estos no tienen motivo de queja pues lo mismo hizo con su propio Hijo.

En agosto de 1578 volvió a escribir a Jerónimo de la Madre de Dios para decirle sobre Juan de la Cruz:

No se qué ventura es que nunca hay quien se acuerde de este santo.

Juan de la Cruz fue llevado primero al monasterio de carmelitas calzados de Ávila, donde fue azotado en dos ocasiones. Luego, para evitar que fuesen a rescatarlo, le trasladaron en secreto al convento de carmelitas calzados de Toledo. Le introdujeron en la ciudad por la noche y con los ojos vendados, para que no supiera dónde se encontraba, y lo encerraron en una celda.
En Toledo tuvo que asistir a un tribunal formado por el vicario general, Jerónimo Tostado, el prior Maldonado y varios frailes más. Le leyeron las actas del capítulo general de los carmelitas celebrado en Piacenza según las cuales los descalzos debían renunciar a su nombre y a su hábito diferentes, no reclutar nuevos novicios y dejar de ser un grupo aparte. Luego le recordaron la orden que le había dado Tostado para que regresase al convento calzado de Medina del Campo. Le dijeron que, por haberse negado a cumplir esa orden, se había hecho reo de grave desobediencia a un superior, lo cual era la peor falta que podía cometer un fraile. Le dijeron que si cedía, le perdonarían su falta, recibiría un cargo más elevado dentro de los carmelitas, tendría una buena habitación, una biblioteca y un crucifijo de oro. Juan de la Cruz respondió que no había obedecido la orden de Tostado porque tenía otra orden de alguien superior, el visitador apostólico. También dijo que había hecho voto de seguir la regla primitiva y que no era libre de romperlo. También dijo que se había unido a los descalzos para escapar de comodidades y honores. Entonces Jerónimo Tostado sentenció que era culpable de rebeldía y contumacia y le condenó a permanecer en prisión indefinidamente.
Durante sus primeros meses de prisión, estuvo en una celda ordinaria del convento. Pero cuando se supo que su compañero, Germán de San Matías, había escapado de la casa donde estaba confinado, Juan fue trasladado a otra estancia considerada más segura. Esta era una habitación de seis por diez pies que era usada como retrete a la habitación de huéspedes adjunta. La única iluminación era una aspillera de tres dedos de ancho situada en la parte superior de una pared. De este modo, solo podía leer los oficios al mediodía subiéndose a un banco y levantando el libro. Su cama era una tabla en el suelo y dos mantas. Tuvo que soportar mucho frío durante el invierno y, con la llegada del verano, un calor asfixiante. No le dieron ninguna muda de ropa los nueve meses que estuvo cautivo y terminó lleno de piojos. Comía mendrugos de pan y algunas sardinas. En ocasiones era llevado al refectorio donde comían los frailes, le daban pan y agua y el prior le amonestaba. Tras esto, cada fraile le pegaba en la espalda con una vara mientras cantaban el Miserere.
En su reclusión, Juan enfermó de disentería y cada vez se sentía más débil. Estuvo todo el tiempo incomunicado. Su carcelero no le hablaba, sino que se limitaba a tirarle la comida al suelo. No le vaciaban el balde durante días y el olor que desprendía le hacía vomitar. Cuando llegó el calor, su túnica se le pegaba a la espalda, con la sangre de los azotes, y se pudría y todo se llenaba de gusanos. A los seis meses de prisión un nuevo carcelero se apiadó de él y le dio una túnica limpia, así como una pluma y tinta para escribir.
El nuevo carcelero, con el calor, dejaba abierta la puerta de la celda. También se avenía a vaciarle el balde cuando él quisiera. Esto le dio la opción a Juan de salir y explorar parte del convento. El nuevo carcelero también le proporcionó aguja, hilo y unas tijeras para remendar su manto.
Durante varios días, Juan de la Cruz planeó su fuga, aflojando los tornillos de la puerta que sujetaban el candado, midiendo con un hilo y una piedra la distancia de una ventana al suelo y calculando cómo debía cortar sus mantas para fabricar una cuerda.
El 14 de agosto, víspera de la festividad de la Asunción de la Virgen, el prior Maldonado fue a la celda de Juan de la Cruz. Este no se dio cuenta de su entrada porque estaba absorto en la oración. Entonces el prior le dio una patada y le preguntó por qué no se levantaba para recibirlo. Juan pidió disculpas y se levantó. El prior le dijo "Pues, ¿en qué pensabais ahora?" y el contestó "en que mañana es el día de Nuestra Señora y gustará mucho decir misa". Entonces Maldonado terminó la conversación diciendo "Jamás en mis días" y se marchó.
La noche del 14 al 15 de agosto se fugó y terminó saltando al interior del patio de un convento de monjas franciscanas de la Concepción. Finalmente, logró trepar el muro y salió a la calle del lado opuesto. En la calle, una mujer le indicó dónde estaba el convento de los carmelitas descalzas, pero le dijo que este estaba cerrado hasta el amanecer. Luego llegó a la casa de un caballero que estaba abierta y pidió permiso para esperar en el vestíbulo hasta que fuese de día. Estuvo allí hasta las 8 de la mañana. Luego salió y fue hasta el convento de las carmelitas descalzas. La priora, Ana de los Ángeles, le dejó pasar con la excusa de que había una monja enferma que necesitaba confesión.
Juan de la Cruz había logrado fugarse con un cuaderno en el que había escrito algunas estrofas del Cántico espiritual, hasta el verso "Oh, ninfas de Judea", el poema que empieza diciendo "Qué bien se yo la fonte que mana y corre" y una versión rimada del salmo Super flumyna Babylonis.
Juan de la Cruz no podía alojarse con las monjas y la capilla no era un lugar seguro, porque estaba fuera de la clausura. Entonces la priora llamó al canónigo Pedro González de Mendoza, amigo de la reforma. Este disfrazó a Juan con una sotana de sacerdote y lo llevó en carruaje al Hospital de la Cruz, del que era director. Posteriormente, Juan estuvo un mes y medio reponiéndose en casa de Pedro González de Mendoza.

### Cargos en su orden
Juan de la Cruz fue invitado a un capítulo de los descalzos en Almodóvar del Campo. Teresa escribió a Jerónimo de la Madre de Dios pidiéndole que Juan estuviese bien atendido. Juan se desplazó en burro, acompañado por dos criados de Pedro González de Mendoza. Finalmente, Jerónimo de la Madre de Dios no asistió a la reunión pero los frailes que sí lo hicieron, al ver a Juan tan demacrado, pusieron a un novicio a cuidarlo.
El capítulo se celebró el 9 de octubre de 1578 con siete frailes y acordó el establecimiento de una provincia aparte para los descalzos y se nombró provincial a Antonio de Jesús. Esta decisión, como tal, era ilegal y Juan se negó a votar. El proceso legal para establecer una provincia era solicitarlo al rey y al papa. Juan, por su parte, fue designado prior del Monasterio de Nuestra Señora del Monte Calvario, cerca de Beas de Segura, en sustitución de fray Pedro de los Ángeles, enviado a Roma por este capítulo para defender la causa de los descalzos.
En Beas de Segura se detuvo en el convento de las carmelitas descalzas de esta localidad, que había sido fundado por Teresa tres años antes. La priora era Ana de Jesús, la monja más sobresaliente de la reforma. Ella se sintió sorprendida por el aspecto de fray Juan y escribió:

Era como un muerto, solo piel y huesos, tan enjuto y exhausto que apenas podía hablar.

El Monasterio de Nuestra Señor del Monte Calvario se encontraba a dos horas a caballo del núcleo urbano de Beas y había unos treinta frailes. Algunos eran antiguos ermitaños de Sierra Morena que se habían unido a la reforma.
El Monasterio de La Peñuela había sido fundado el 29 de junio de 1573 pero a finales de 1576 la comunidad se trasladó a un paraje conocido como La Corenzuela, donde se fundó el Monasterio de Nuestra Señora del Monte Calvario. El 15 de agosto de 1577 La Peñuela volvió a poblarse de religiosos, a petición de muchos caballeros de Baeza y Linares.
La sencillez de los frailes del Calvario le debió encantar a Juan de la Cruz, cuyo libro favorito después de la Biblia era Flos Sanctorum, que recogía leyendas de monjes y anacoretas primitivos.
Ana de Jesús había considerado impropio que Juan de la Cruz dijese que Teresa de Jesús era "muy su hija". Ana escribió a Teresa para hablarle de esto y de lo complicado que era obtener un buen confesor para sus monjas. Teresa le contestó:

En gracia me ha caído, hija, cuán sin razón se queja, pues tiene allá a mi padre fray Juan de la Cruz, que es un hombre celestial y divino. Pues yo le digo a mi hija que, después que se fue allá, no he hallado en toda Castilla otro como él ni que tanto fervore en el camino del cielo. No creerá la soledad que me causa su falta. Miren que es un gran tesoro el que tienen allá en ese santo, y todas las de esa casa traten y comuniquen con él sus almas y verán qué aprovechadas están, y se hallarán muy adelante en todo lo que es espíritu y perfección; porque le ha dado nuestro Señor para esto particular gracia [...] que estimara yo tener por acá a mi Padre Fr. Juan de la Cruz, que de veras lo es de mi alma, y uno de los que más provecho le hacia el comunicarle. Haganlo con él con toda llaneza, que seguro la pueden tener como conmigo misma, y que les será de grande satisfacción, que es muy espiritual, y de grandes experiencias, y letras. Estas tres cualidades: virtud, experiencia y letras, deseaba la Santa, aunque no fuesen en tanto grado en los Confesores; y si carecen de ellas, teman la dirección de las almas que caminan a la perfección, no suceda que las estorben y detengan, pensando que las guían bien a su corto parecer. Por acá le echan mucho de menos las que estaban hechas a su doctrina. Den gracias a Dios que ha ordenado le tengan ahí tan cerca. Ya le escribo les acuda, y sé de su gran caridad que lo hará en cualquiera necesidad, que se ofrezca

Tras esto, Ana le pidió a Juan que fuese confesor del convento. Todos los sábados, Juan recorría a pie los diez quilómetros que separaban el Calvario del convento de carmelitas descalzas. Tras confesar a las monjas, les leía pasajes de los Evangelios y se los comentaba, lo cual las llenaba de entusiasmo.
Al parecer, Juan escribió en el Calvario el poema que empieza diciendo "En una noche oscura" y las restantes estrofas, excepto seis, del Cántico espiritual. También empezó a escribir su extensa obra en prosa Subida del monte Carmelo, como un comentario a su poema Una noche oscura. Terminó de escribir esta obra cuatro o cinco años después. Además, entregaba a las monjas sus poemas y estas pidieron que les explicara el Cántico espiritual. Este fue el origen del comentario en prosa sobre el poema.
Felipe II estaba muy disconforme con lo ocurrido a los descalzos, porque deseaba la reforma y no quería que se interviniese en los asuntos de España. El nuncio Sega, viendo que el ambiente en la corte era cada vez más hostil, cedió, y el 1 de abril de 1579 puso un vicario general propio a los carmelitas descalzos: Ángel de Salazar.
Ángel de Salazar le dijo a Juan de la Cruz que fundase un nuevo colegio de carmelitas descalzos. En junio de 1579 fray Juan de la Cruz fue a fundarlo en Baeza. Esta ciudad albergaba muchas familias acomodadas, que podían proporcionar ingresos suficientes para su sostenimiento, y tenía una universidad, fundada en 1540 por Juan de Ávila. Juan de la Cruz se instaló en una casa con tres frailes y al poco tiempo se unieron cuatro estudiantes novicios.
Juan de la Cruz fue rector del colegio, pero le disgustaba que sus labores le distrajeran de la vida contemplativa. A las pocas semanas de llegar a Baeza fue a visitar a las carmelitas descalzas de Beas de Segura. También pernoctaba a veces en un monasterio trinitario cercano a Iznatoraf, donde los monjes habían adoptado la oración interior.
Mientras estaba en Baeza un sacerdote le regaló al colegio carmelita la granja de Santa Ana, que se encontraba a unos cuatro kilómetros al sur de Sorihuela. Juan de la Cruz se retiraba a veces allí con otro fraile.
En el convento de carmelitas descalzas de Caravaca de la Cruz la priora Ana de San Alberto le había escrito a Teresa pidiendo un buen confesor. Teresa dispuso que Juan de la Cruz las visitase. Juan acudió a principios de 1580. Tuvo que acudir nuevamente en enero de 1581 para supervisar la elección de la priora, resultando Ana de San Alberto nuevamente elegida.
Felipe II sugirió, con respecto a los carmelitas descalzos, la creación de una comisión con el nuncio y unos adjuntos, que concluyó el 15 de julio de 1579. Esta propuso como solución que el rey pidiera al papa una provincia separada para los carmelitas descalzos. Felipe II solicitó al papa una provincia independiente para los carmelitas descalzos. Gregorio XIII concedió la provincia independiente a los carmelitas descalzos con el Breve Pia Consideratione del 22 de junio de 1580.
En marzo de 1581 Juan de la Cruz acudió al capítulo de los descalzos que se celebró en Alcalá de Henares. En él se eligió como provincial a Jerónimo de la Madre de Dios. Este, a su vez, nombró a Juan de la Cruz tercer definidor y prior del Convento de los Santos Mártires de Granada.
En noviembre de 1581 Juan de la Cruz fue a Ávila para pasar unos días con Teresa de Jesús.
Se había decidido fundar un convento de carmelitas descalzas en Granada con Ana de Jesús de priora. Juan de la Cruz pasó por Beas de Segura y se encontró con Ana y otras cinco monjas, a las cuales acompañó a Granada para la fundación. Posteriormente, él se instaló en el  Convento de los Santos Mártires como prior.
Desarrolló predilección por dos frailes a los que alentaba y enseñaba: Juan de Santa Ana, que le había seguido desde el Monasterio del Calvario, y Juan Evangelista, que se unió como novicio en Granada a los 19 años. Juan Evangelista pasó a ser su secretario y le acompañó en todos sus viajes hasta pocos meses antes de su muerte.
Juan de la Cruz iba con frecuencia al convento de las carmelitas descalzas de Granada a confesar a las monjas y hablaba con ellas en el locutorio.
Estando en Granada prosiguió y terminó su obra Subida del monte Carmelo y escribió La noche oscura del alma. Concluyó la primera versión de su comentario en prosa del Cántico espiritual y se la dedicó a Ana de Jesús. Escribió también el último de sus grandes poemas, Llama de amor viva. Entre agosto de 1585 y abril de 1587 redactó un comentario a este poema solicitado por Ana de Peñalosa, una viuda rica y piadosa que estaba bajo su dirección espiritual.
Sobre el Cántico espiritual, que había comenzado a escribir estando preso y que había continuado en el Calvario y posteriormente, se sabe que antes de agosto de 1586 cambió el orden de las estrofas y realizó una nueva redacción de su comentario en prosa.
En Granada o más tarde, escribió una obra en prosa titulada Propiedades del pájaro solitario que se ha perdido. Tampoco ha llegado hasta nosotros otra obra escrita posteriormente para distinguir entre estados mentales y milagros falsos y verdaderos.
Hay algunos escritos cortos, como Cautelas y Dichos de luz y amor, que son aforismos para las mojas de Beas.
En mayo de 1583 tuvo lugar otro capítulo de la orden en Almodóvar del Campo. En el capítulo se trató primero sobre si los priores debían ser elegidos en capítulo general o por elecciones en sus comunidades. Juan de la Cruz tomó partido por las elecciones, pero añadiendo que ningún prior debía continuar en su puesto tras haber expirado un mandato de dos años. Nadie más compartió esta opinión. También se debatió sobre si debían mandarse misiones al África pagana y Juan se posicionó en contra, argumentando que allí no estaban preparados para su modo de vida. Otro punto de debate fue si había que intensificar la predicación en las iglesias y Juan también se opuso, alegando que la función principal de los descalzos era la vida contemplativa. Fray Nicolás de Jesús María apoyaba los puntos de vista de Juan con respecto a la predicación y las misiones. En la última sesión del capítulo Nicolás lanzó un ataque contra Jerónimo de la Madre de Dios por su supuesto mal gobierno y alegó que su excesivo amor por la predicación había arruinado la orden. Tras esto, Nicolás fue a fundar un convento de carmelitas descalzos en Génova mientras que Jerónimo organizó una misión para el Congo.
Juan de la Cruz participó en la fundación del Convento de San José de Málaga, de carmelitas descalzas, el 17 de febrero de 1585.
En la primavera de 1585 tuvo lugar otro capítulo de la orden en Lisboa. Jerónimo de la Madre de Dios propuso a Nicolás de Jesús María para sucederlo. Esta opción ganó por 26 votos a favor de los 28. Juan propuso de nuevo que los priores no pudiesen ser reelegidos en sus cargos, pero tampoco consiguió adeptos. En el capítulo se acordó que Juan continuase como prior del Convento de los Santos Mártires de Granada y que fuese también segundo definidor.
En Lisboa se encontraba la monja María de la Visitación, famosa por sus supuestos milagros y por los estigmas que presentaba. Todos los priores descalzos que se encontraban en la ciudad fueron a ver sus yagas y a coger como reliquias trozos de sus ropas manchadas de sangre. Juan de la Cruz fue el único que se negó a ir diciendo que no tenía necesidad de ver las heridas de nadie. Finalmente, la Inquisición abrió una investigación y otra monja dijo que había visto a María de la Visitación pintarse las heridas y probó que tenía razón lavándolas.
Doria regresó de Italia el verano de 1585 y convocó un nuevo capítulo en octubre del mismo año en Pastrana. Jerónimo de la Madre de Dios fue nombrado vicario provincial de Portugal y prior del convento descalzo que allí se encontraba. Juan de la Cruz, por su parte, conservó los cargos de prior del Convento de los Santos Mártires de Granada y de segundo definidor y fue nombrado también vicario provincial de Andalucía.
El 18 de mayo de 1586 Juan de la Cruz fundó, en la ermita de San Roque de Córdoba, el convento de carmelitas descalzos de San José (que fue conocido posteriormente como de San Cayetano). En 1613 este convento se trasladó a un lugar junto a la Puerta del Colodro.
En 1586 Juan de la Cruz dio autorización al mercader sevillano Pedro Cerezo Pardo, protector de los descalzos, y a la priora del convento de carmelitas descalzas de Sevilla para comprar unas casas de Pedro de Morga y trasladarse a una nueva sede en la ciudad. Las monjas se trasladaron aquel año. Para la inauguración acudió Juan de la Cruz, que, en junio de 1586, escribió a la priora del convento de Caravaca de la Cruz:

Ya estoy en Sevilla, en la traslación de nuestras monjas, que han comprado unas casas principalísimas, que aunque costaron casi catorce mil ducados, valen más de veinte mil. Ya están en ellas y, el día de San Bartolomé pone el cardenal el Santísimo Sacramento con mucha solemnidad.

En 1586 Ana de Jesús partió de Granada para fundar el Convento de Santa Ana de Madrid y Juan de la Cruz la acompañó parte del camino.
En 1586 Ana de Peñalosa, aconsejada por Juan de la Cruz, compró un edificio de Segovia que había sido un convento trinitario y lo cedió a los carmelitas descalzos para que fundasen otro convento.
Juan de la Cruz mandó a fray Diego de la Concepción a Caravaca de la Cruz para que fundase un convento de descalzos. La fundación tuvo lugar el 16 de diciembre de 1586. En febrero de 1587, en presencia de Juan de la Cruz, el convento se trasladó a otro inmueble de la ciudad.
Entre 1586 y 1587 Juan de la Cruz pasó también por Beas de Segura, Bujalance, Baeza, La Manchuela (municipio actualmente llamado Mancha Real), Guadalcázar y Sabiote.
En abril de 1587 se celebró un nuevo capítulo en Valladolid. Juan de la Cruz dejó los cargos de definidor y vicario provincial, pero continuó en el cargo de prior del Convento de los Santos Mártires de Granada.
El 10 de julio de 1587 el papa firmó un breve por el que reconocía a los carmelitas descalzos como congregación autónoma. y se aprobaba una nueva constitución. El nuevo sistema fue ideado por Nicolás de Jesús María. Según este la congregación estaría bajo la autoridad nominal del general de la orden y sería gobernada por un vicario general que se elegiría cada seis años. Para asistir a este vicario general se crearía un organismo, la Consulta, compuesto por seis consiliarios elegidos por votación que estarían en sesión permanente. La autoridad que tenían los priores en los capítulos sería detentada por la Consulta y los vicarios provinciales (llamados en adelante simplemente provinciales) solo tendrían funciones ejecutivas. También se consiguió, con autorización papal, que el vicario general tuviera autoridad para expulsar a cualquier fraile contumaz.
En junio de 1588 tuvo lugar un capítulo de la congregación en Madrid. Nicolás de Jesús María fue elegido vicario general por 32 votos de un total de 50. Juan de la Cruz fue elegido definidor y consiliario de la Consulta. Como la Consulta tenía su sede en Segovia, Juan fue escogido también prior del convento de carmelitas descalzos de esta ciudad.
En Segovia, también fue confesor de las monjas del convento de carmelitas descalzas y de varias personas piadosas.
Las monjas y los frailes protestaron contra la nueva organización impuesta por Nicolás de Jesús María. Jerónimo de la Madre de Dios, que quería proteger la reforma de Teresa, escribió al rey para informarle del malestar. Nicolás se enteró y utilizó su influencia en el consejo real para que el monarca expresase su apoyo a la nueva constitución. Además, las monjas temían perder los derechos propuestos por Teresa, recogidos en una constitución aparte y aprobados en el capítulo de Alcalá de 1581, como el de elegir a sus confesores, votar a su priora o poder negarse a ser transferidas de un convento a otro.
Ana de Jesús, que entonces era priora en Madrid, consultó a fray Luis de León y al dominico fray Domingo Báñez, y, tras obtener el permiso verbal de Nicolás, pidió al papa Sixto V que confirmarse la constitución de las monjas y que nombrase a Juan de la Cruz su superior en vez de a la Consulta. El papa, con un breve, confirmó la constitución de las monjas y creó un cargo de comisario general para las monjas, que estaba solamente por debajo del vicario general y que era elegido una vez cada tres años por el capítulo.
Cuando fray Luis de León le pidió a Nicolás que convocase un capítulo general para adoptar las disposiciones del breve con respecto a las monjas este se negó y dijo que prescindiría de ellas. Domingo Báñez le dijo a Nicolás que su intención de prescindir de las monjas era una infamia nunca vista en la historia de la Iglesia católica.
En la primavera de 1591 Nicolás solicitó al papa Gregorio XIV un breve que anulase el del papa anterior y que sometiese a las monjas a la Consulta. Lo que hizo el papa fue someter a las monjas a los provinciales, pero como estos habían perdido todo su poder en pro de la Consulta, Nicolás se salió con la suya.
Juan de la Cruz se posicionó al lado de Jerónimo de la Madre de Dios y escribió a su favor a Nicolás y a la Consulta. También quería que se respetase la constitución de las monjas y no aprobaba que fuesen gobernadas por la Consulta. Escribió una carta muy dura a Nicolás que su secretario, Juan Evangelista, quiso suavizar pero él se negó a que cambiase una sola palabra.

### Caída en desgracia
En junio de 1591 tocó celebrar un capítulo, que tuvo lugar en Madrid. A Juan se le quitaron los cargos de prior, primer definidor y miembro de la Consulta. En el capítulo se discutieron medidas a tomar contra Jerónimo de la Madre de Dios y, como el breve de Gregorio XIV todavía no había sido publicado en España, Nicolás propuso separar orgánicamente a las monjas de los frailes y que estas pasaran a ser directamente dependientes del papa. Juan de la Cruz empezó su intervención diciendo:

Si en los capítulos, asambleas y reuniones las personas ya no tienen el valor de decir lo que las leyes de la justicia y de la caridad les obligan a decir, por causa de la debilidad, la pusilanimidad o el temor de molestar a su superior y por ello de no tener beneficio alguno, entonces la orden está prohibida y arruinada.

Luego, Juan de la Cruz propuso que la votación fuese secreta. Sin embargo, nadie le apoyó. En el debate se habló duramente contra Jerónimo de la Madre de Dios y con el tema de las monjas y, aunque algunos frailes en privado estaban de acuerdo con Juan, ninguno se atrevió a oponerse al vicario general Nicolás.
Juan de la Cruz también criticó que, desde que Nicolás había asumido el cargo, se habían aprobado demasiadas normas nuevas, unas trescientas.
Como existía la posibilidad de que Juan de la Cruz fuese nombrado superior de las monjas, Nicolás propuso mandarle a México, donde había un convento recién fundado que necesitaba más frailes. Juan dijo que estaba dispuesto a ir.
Pocos días más tarde llegó a España el breve de Gregorio XIV y, como no mencionaba a Juan de la Cruz expresamente como superior de las monjas y como Nicolás pensó que no era oportuno desprestigiarle tan rápidamente, le ofreció el cargo de prior en Segovia. Juan se negó para evitar verse envuelto de nuevo en controversias. Entonces se le mandó reclutar a doce frailes en Andalucía para ir con ellos a México y ejercer allí de visitante.
Mientras permanecía en el convento de carmelitas descalzos de Madrid tuvo que soportar los insultos y amonestaciones en público de fray Diego Evangelista, que había ocupado su lugar en la consulta. El prior del convento, Ambrosio Mariano de San Benito, partidario de fray Nicolás, le pidió a los frailes que acompañasen a Juan de la Cruz todas partes y le informasen de lo que hiciera o dijese.
En Madrid, Juan de la Cruz se despidió de Ana de Peñalosa, de la familia de Jerónimo de la Madre de Dios (que acababa de ser encarcelado) y Ana de Jesús y sus monjas. Salió de Madrid y pasó por Segovia antes de ir a Andalucía.
Posteriormente, llegó al Monasterio de La Peñuela. El prior de este monasterio era fray Diego de la Concepción, que había sido novicio suyo en el Convento de los Santos Mártires de Granada y sentía por él gran respeto. El prior le hizo director espiritual de la comunidad. Una vez a la semana marchaba a Linares para confesar y predicar en la iglesia. En este lugar parece ser que se ocupó de una segunda versión en prosa de Llama de amor viva.
Nicolás de Jesús María envió a Andalucía a fray Diego Evangelista a visitar conventos andaluces y recoger información sobre una posible conducta escandalosa de Juan de la Cruz. Diego Evangelista interrogaba a frailes y monjas, escribía una tergiversación de lo que decían y les hacía firmarla sin poderla leer.
Una monja de Granada, Agustina de San José, conservaba cartas y otros escritos de Juan de la Cruz, pero al enterarse de que estaba sufriendo persecución los quemó para que no cayesen en manos de sus enemigos.
El historiador Juan Antonio Llorente afirma que Juan de la Cruz, Jerónimo de la Madre de Dios y otros frailes fueron denunciados ante la Inquisición por practicar la oración interior, acusándoseles de herejes iluministas. El historiador Marcelino Menéndez Pelayo afirmó que Juan había sido acusado ante la Inquisición cuatro veces.

### Muerte
Seis semanas después de que Juan de la Cruz llegase al Monasterio de La Peñuela tuvo una inflamación en el pie derecho y una fiebre. Otro fraile enfermó a la par. El prior decidió enviarlos a ambos a Baeza para que fuesen vistos por un médico. Juan de la Cruz sabía que en Baeza era muy apreciado y pidió ir a un convento descalzo recién fundado en Úbeda para buscar tranquilidad.
El prior del convento de Úbeda no apreciaba en absoluto a Juan de la Cruz porque había sido amonestado por él cuando era vicario provincial de Andalucía. Le dio la habitación más pequeña y pobre del edificio. Un día en que Juan estaba demasiado enfermo como para acudir al refectorio, lo mandó llamar y le reprendió frente a los otros religiosos.
La fiebre y la inflamación del pie de Juan fueron a peor. Un cirujano le abrió el pie y salió mucho pus. Tras esto, su pierna, que también estaba hinchada, se llenó de llagas. El cirujano le cauterizó las llagas, causándole un gran dolor.
El prior dijo que el convento no podía permitirse los alimentos que eran prescritos a Juan, aunque la mayor parte de su comida se la mandaban sus amigos. El prior también se ponía todos los días al lado de Juan a reñirle y le echaba en cara que, seis años antes, había recibido una reprimenda suya por predicar demasiado en iglesias y pasar demasiado tiempo fuera del convento.
El prior prohibió que Juan fuese visitado por los otros frailes sin su autorización y, finalmente, le privó de la persona que le cuidaba. Los frailes se sorprendieron tanto de la inhumanidad del prior que escribieron al provincial, Antonio de Jesús. El provincial vino desde Granada en noviembre de 1591, reprendió al prior y se quedó unos días asegurándose de que Juan de la Cruz tuviese lo que necesitaba.
Juan empezó a tener tumores por todo su cuerpo, siendo el más doloroso uno en el hombro. Cuando le dijeron que iba a morir pidió que se quemasen las cartas donde era alertado de las acciones de Diego Evangelista para que no tomasen represalias contra los que le avisaron. Luego, mandó llamar al prior y le pidió perdón por las molestias que le había causado. El prior empezó a sentir remordimiento y le pidió perdón por no haberle atendido mejor, diciendo que no podía debido a la pobreza del convento.
Juan recibió la extremaunción. Por la noche, cuando veía próxima la muerte, mandó llamar a los frailes del convento. Estos eran unos catorce o quince, que acudieron con candiles y recitaron el De Profundis y el Miserere. Juan pidió que le leyesen algunos versos del Cantar de los cantares. Dieron las doce del 14 de diciembre de 1591, los frailes salieron de la celda y sus últimas palabras fueron: "Hoy estaré en el cielo diciendo maitines".

## Destino de sus restos

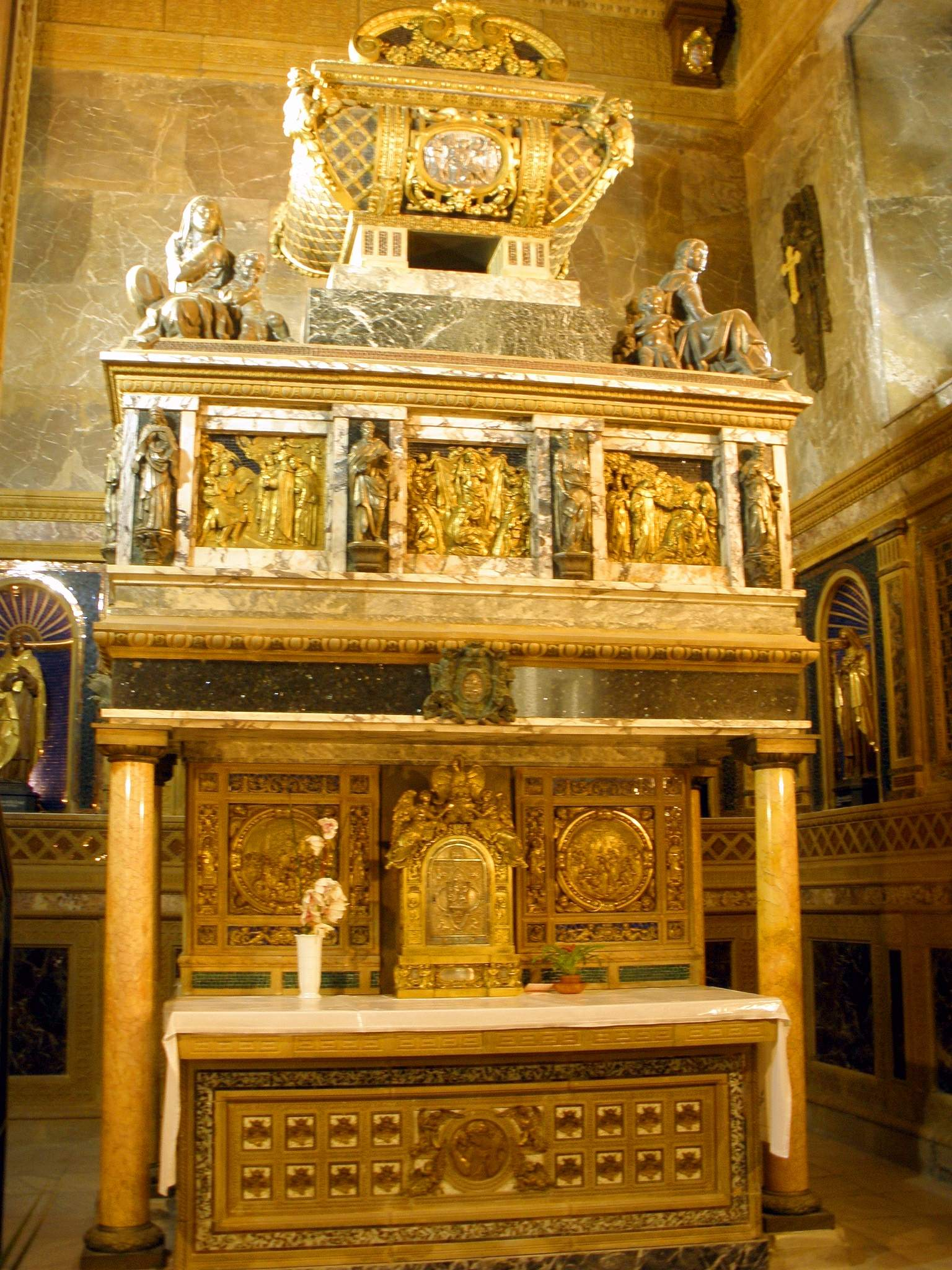
Sepulcro de San Juan de la Cruz en el convento de los carmelitas descalzos de Segovia.

Tras su muerte, Juan de la Cruz fue enterrado en el convento de Úbeda. Ana Peñalosa y su hermano Luis quisieron llevar el cuerpo al convento de carmelitas descalzos de Segovia. Según el hispanista Gerald Brenan, nueve meses después de la muerte, en agosto de 1592, se sacaron clandestinamente los restos de la tumba de Úbeda y se llevaron a Segovia. Según otras fuentes, en agosto de 1592 se encontraron el cuerpo en buen estado y echaron cal viva para que se descompusiera y, al fin, pudieron llevarse los restos en abril de 1593 en una maleta a Segovia, dejando solamente una pierna.
Los frailes de Úbeda protestaron y el 15 de septiembre de 1596 el papa Clemente VIII dictó el breve Expositum Nobis por el que ordenaba la devolución de los restos a Úbeda. Más adelante hubo una modificación del breve pontificio que permitió que los superiores de los carmelitas descalzos ordenasen la devolución a Úbeda solamente de la otra pierna y de un brazo, que llegaron allí el 7 de septiembre de 1607.
El sepulcro actual de Segovia fue realizado en 1927 por Félix Granda.
En enero de 1594 consta que había una reliquia de su carne en el Convento de San José de Medina del Campo.

## Canonización

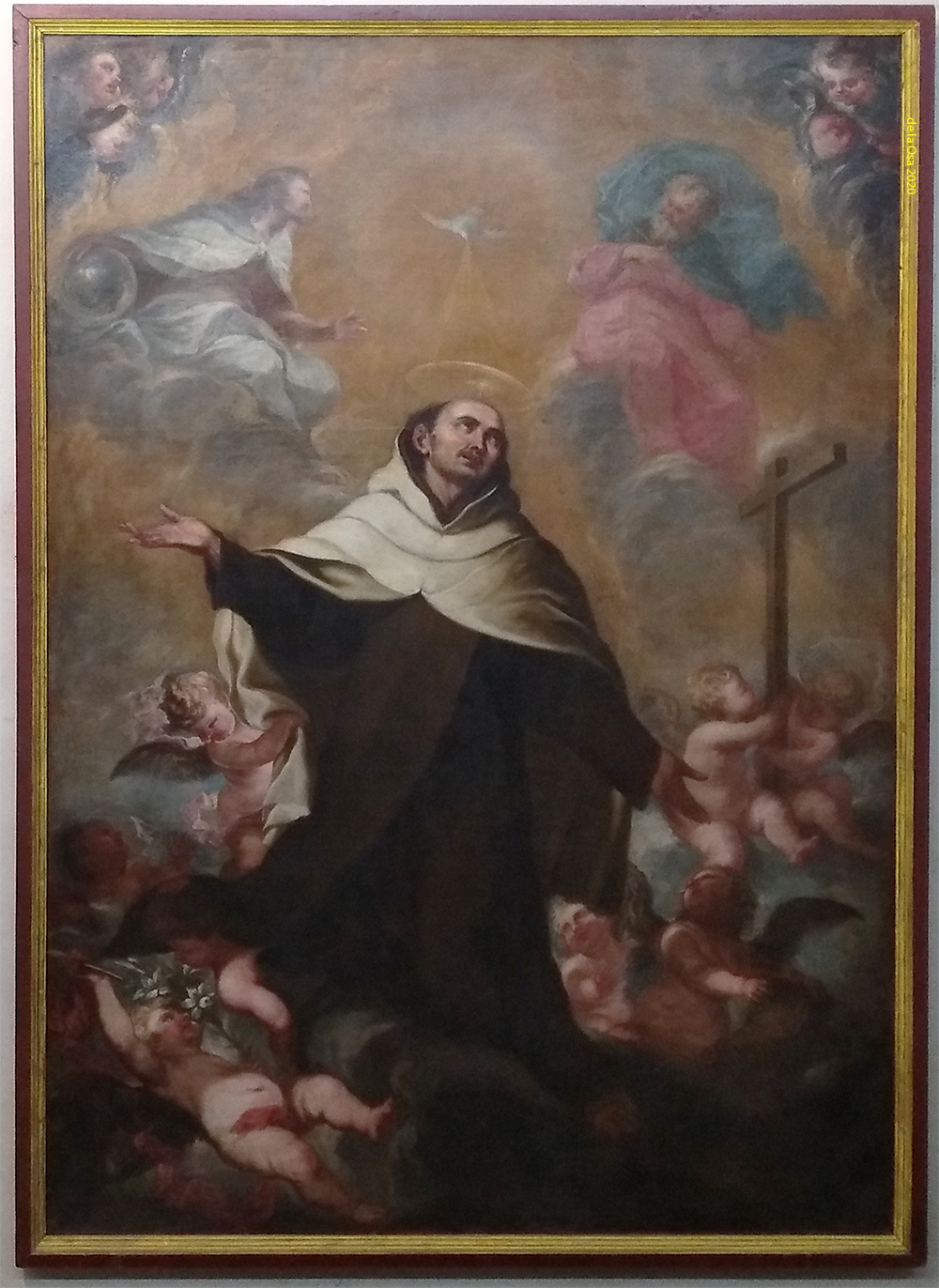
Glorificacion de San Juan de la Cruz, obra de Vicente Berdusán (1676) para el convento de los Carmelitas descalzos en Tudela.

El proceso de beatificación y canonización se inició en 1627 y finalizó en 1630. Fue beatificado en 1675 por Clemente X y canonizado por Benedicto XIII en 1726. Posteriormente, el 24 de agosto de 1926, Pío XI lo proclama Doctor de la Iglesia Universal. Hasta la reforma litúrgica impuesta por Paulo VI en Adviento de 1969 en el que el Martirologio romano fue reformado, la fiesta de San Juan de la Cruz se celebra el 24 de noviembre.

## Obra literaria

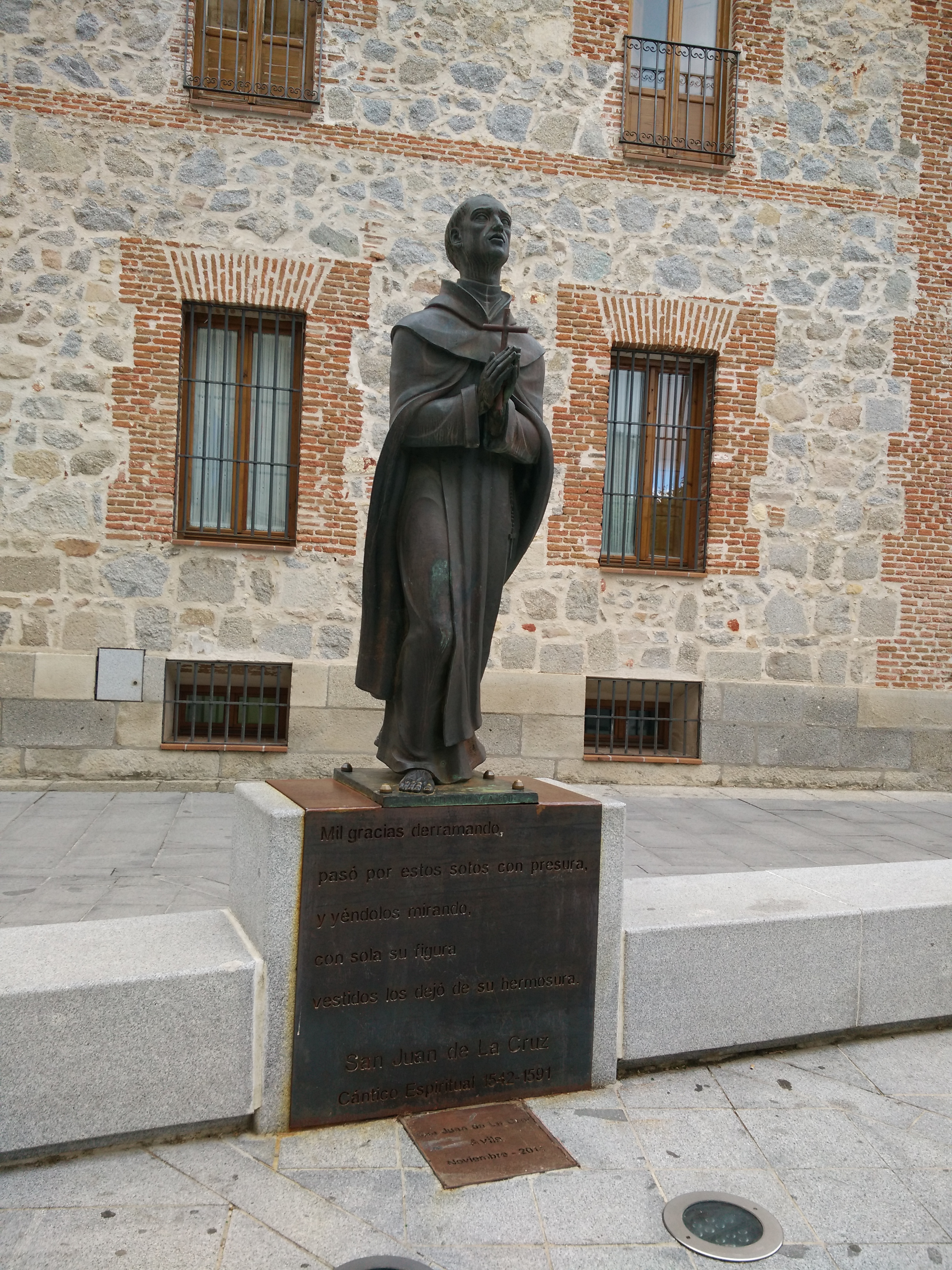
Monumento a San Juan de la Cruz en Ávila

### Influencias
En 1948 el poeta y crítico literario Dámaso Alonso pronunció una conferencia en el Instituto Caro y Cuervo titulada La poesía de san Juan de la Cruz donde se tratan las influencias de su obra poética.
Alonso divide las influencias literarias de este autor en españolas y bíblicas. Entre las españolas se encuentran canciones de la época y los escritos de Garcilaso de la Vega. Las canciones son las que el pueblo cantaba o las de ambientes más elevados, recogidas en cancioneros.
La influencia de las canciones es escasa en el Cántico espiritual y nula en Noche oscura, pero sí determina otros poemas conocidos como villancicos. El villancico se caracterizaba por empezar con un estribillo (una estrofa de dos o tres versos que es desarrollada en las estrofas siguientes) cuya última línea se repite al final de cada estrofa. El villancico más original de Juan es el que empieza diciendo Qué bien se yo la fonte que mana y corre. Este no está escrito en el popular metro octosílabo, habitual en los villancicos, sino en endecasílabos, lo cual corresponde a un estilo que acababa de ser importado de Italia.
Juan también escribió algunos romances. Entre estos está uno largo sobre la Trinidad y la Encarnación, así como su paráfrasis del salmo Super flumina Babylonis. El romance se usaba en la época para temas narrativos y se caracterizaba por el hecho de que la misma rima o asonancia se repite a lo largo de todo el poema.
Los tres poemas que más reputación como poeta le han dado son Cántico espiritual, Noche oscura y Llama de amor viva. Estos deben su existencia a Garcilaso de la Vega. Garcilaso, influenciado a su vez por Juan Boscán, escribía poemas en métrica italiana con más fluidez y musicalidad con el endecasílabo, que tenía tres sílabas más que la métrica española empleada hasta entonces. En 1543 se publicó la obra de Boscán y Garcilaso en un volumen que fue un éxito de ventas. La mayor parte de la obra de Garcilaso son églogas, canciones y sonetos de estilo renacentista, caracterizados por la artificialidad en los temas pastoriles y con un sentido refinado de la belleza.
Cuando Juan entró en los carmelitas en Medina del Campo escribió poemas en verso heroico y estilo pastoril. Tras su paso por Salamanca, abandonó todo lo que no estaba relacionado con la región, aparcando estas poesías. Sin embargo, decidió retomar la poesía posteriormente. Se sabe que leyó una obra de un poeta religioso, que escribía basándose en églogas y canciones de Garcilaso, llamado Sebastián de Córdoba, publicada en 1575. Esto fue, probablemente, lo que le hizo ver la posibilidad de escribir poemas con esta métrica sobre temas místicos. Empezaría a hacerlo durante su reclusión en Toledo.
Cántico espiritual y Noche oscura están escritos en una estrofa llamada lira, en la que Garcilaso había escrito su canción Si de mi baja la lira (también titulada Flor de Gnido). El modelo estrófico de Llama de amor viva está tomado de la Canción II de Garcilaso.
Juan también tomó de Garcilaso el lenguaje pastoril en el caso del Cántico espiritual.
Juan de la Cruz tomó influencias del libro bíblico Cantar de los cantares en especial. Para Juan, el Cantar de los cantares era una alegoría escrita por Salomón del alma que busca a Dios, de la unión mística y de la visión beatífica. El Cántico espiritual y Noche oscura son también de este tipo.

### Juan de la Cruz y Juan Pablo II
Jan Tyranowski le dio a conocer a Karol Wojtyła (futuro papa san Juan Pablo II) la figura de san Juan de la Cruz. En 1948 Karol finalizó su tesis doctoral, titulada La doctrina de la fe según san Juan de la Cruz.
Cuando Juan Pablo II visitó España en 1982 se dirigió a Segovia, donde dio una homilía acerca de san Juan de la Cruz.
En 1990 Juan Pablo II le dedicó a san Juan de la Cruz la carta pastoral Magister in fide.

### Religiosidad y filología
La obra de San Juan de la Cruz ha sido, desde siempre, enfocada desde dos perspectivas, la teológica y la literaria, que, en muchas ocasiones, se han presentado mezcladas.
Perspectiva religiosa

la obra de San Juan sufre una serie de manipulaciones tendentes a integrarla dentro de los límites y convenciones de la ortodoxia. Probablemente, la primera manipulación la realiza el propio autor cuando se decide a redactar los comentarios.
Domingo Ynduráin Muñoz

La cita hace referencia a los comentarios o paráfrasis explicativa que Juan de la Cruz escribió para su obra más importante, el llamado Cántico espiritual, con una finalidad didáctica como resultado de las dificultades de adaptar la estructura del poema al esquema del itinerario místico (las tres vías y los tres estados correlativos). Esta presencia teológica sobre su obra, y en concreto sobre el Cántico, se ha manifestado también en las constantes manipulaciones de tipo editorial que ha sufrido, en forma de añadidos al título o de epígrafes para determinados grupos de estrofas del poema. Consecuentemente, una importante rama de los estudios sanjuanistas se ha dedicado a demostrar la adecuación de lo escrito por San Juan a la ortodoxia religiosa católica, privilegiando los Comentarios en prosa sobre la poesía.
Perspectiva filológica
Por otro lado, es frecuente en el estudio literario de su obra que o bien se den saltos continuos a lo teológico, o bien que se estudien de forma conjunta la poesía y los Comentarios doctrinales del propio poeta, con la idea de que estos son necesarios para comprender aquella. Frente a esta vertiente de los estudios sanjuanistas, se encuentra otra que postula que «la necesidad (o posibilidad) de la interpretación religiosa es algo que debe ser argumentado y discutido en cada caso», en tanto que el sentido objetivo de la poesía de San Juan no obliga necesariamente a aceptar un significado religioso.

### Poesía
Su obra poética está compuesta por tres poemas considerados mayores: Noche oscura, Cántico espiritual y Llama de amor viva; y un conjunto de poemas habitualmente calificados como menores: cinco glosas, diez romances (nueve de ellos pueden contarse como una sola composición) y dos cantares. La difusión de su obra fue manuscrita, y aún no se han dilucidado todos los problemas textuales que conllevan. En prosa escribió cuatro comentarios a sus poemas mayores: Subida del Monte Carmelo y Noche oscura para el primero de estos poemas, y otros tratados homónimos sobre el Cántico espiritual y Llama de amor viva.

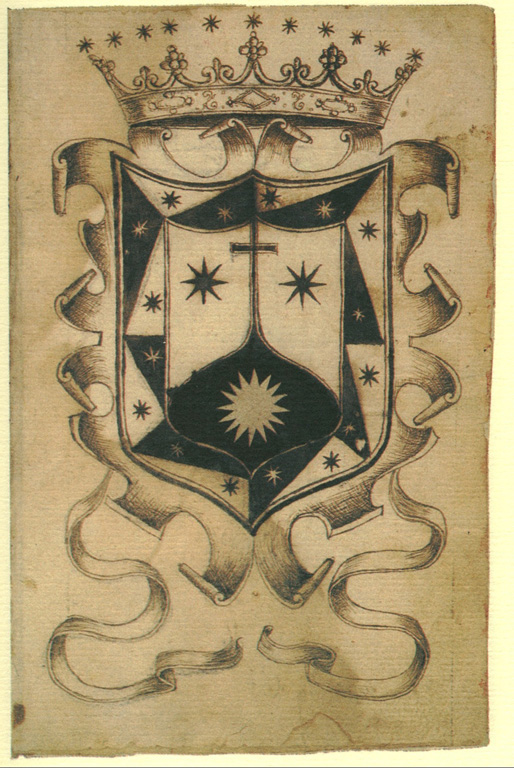
Escudo grabado en una hoja del Manuscrito de Sanlúcar

Las poesías atribuibles sin lugar a duda a san Juan de la Cruz son las recogidas en el códice de Sanlúcar o manuscrito S, ya que este fue supervisado por el mismo san Juan. El repertorio de sus poemas, según dicha fuente, se restringe a diez composiciones (los tres poemas mayores citados y otras siete composiciones), siempre y cuando los romances que comprenden los textos titulados In principio erat Verbum, que son un total de nueve, sean considerados una única obra. La autenticidad del resto de su obra poética no ha podido aún ser dilucidada por la crítica. Por tradición se acepta generalmente que también son suyos los poemas Sin arrimo y con arrimo y Por toda la hermosura, y las letrillas Del Verbo divino y Olvido de lo criado. Las siete glosas y poemas «menores» cuya autoría no está discutida son los siguientes: (se citan por el primer verso):
- Entréme donde no supe
- Glosa al Vivo sin vivir en mí
- Tras de un amoroso lance
- Un pastorcico solo está penado
- Que bien sé yo la fonte
- En el principio moraba
- In principio erat Verbum (nueve romances cuyos primeros versos son: «En aquel amor inmenso», «Una esposa que te ame», «Hágase, pues, dijo el Padre», «Con esta buena esperanza», «En aquellos y otros ruegos», «Ya que el tiempo era llegado», «Entonces llamó un arcángel», «Ya que era llegado el tiempo» y «Encima de las corrientes»)

La poesía de Juan de la Cruz guarda ciertas semejanzas con la pintura de Leonardo da Vinci (1452-1519). Ambos poseen obra escasa, pero influyente; los dos comunican palabras e imágenes conmovedoras, aunque su sentido último se nos escape, envueltas en misterio y dotadas de un erotismo equívoco y latente. Tanto en las pinturas de Leonardo como en los versos de Juan de la Cruz los motivos religiosos llegan a parecer una excusa para sugerir lo inexpresable: nunca se usan de forma convencional, y, aunque beben de tradiciones anteriores, aportan visiones originales, profundamente personales.

### Prosa
Su obra en prosa pretende ser corolario explicativo, dado el hermetismo simbólico que entre cierta crítica se atribuye su poesía: (las tres primeras han sido editadas juntas reunidas en el volumen Obras espirituales que encaminan a un alma a la unión perfecta con Dios) y Cántico espiritual.
- Subida del monte Carmelo (1579[165]-1583)
- Noche oscura del alma
- Cántico espiritual (1584)
- Llama de amor viva (1584 o 1585)

### Paralelismo con escritores sufíes
Según el arabista Miguel Asín Palacios el sufí de la escuela sadili Ibn Abbad de Ronda, del siglo XIV, se puede considerar un precursor de san Juan de la Cruz. La académica Luce López-Baralt también ha visto similitudes entre los escritos sufíes y los de san Juan de la Cruz.

## Doctrina

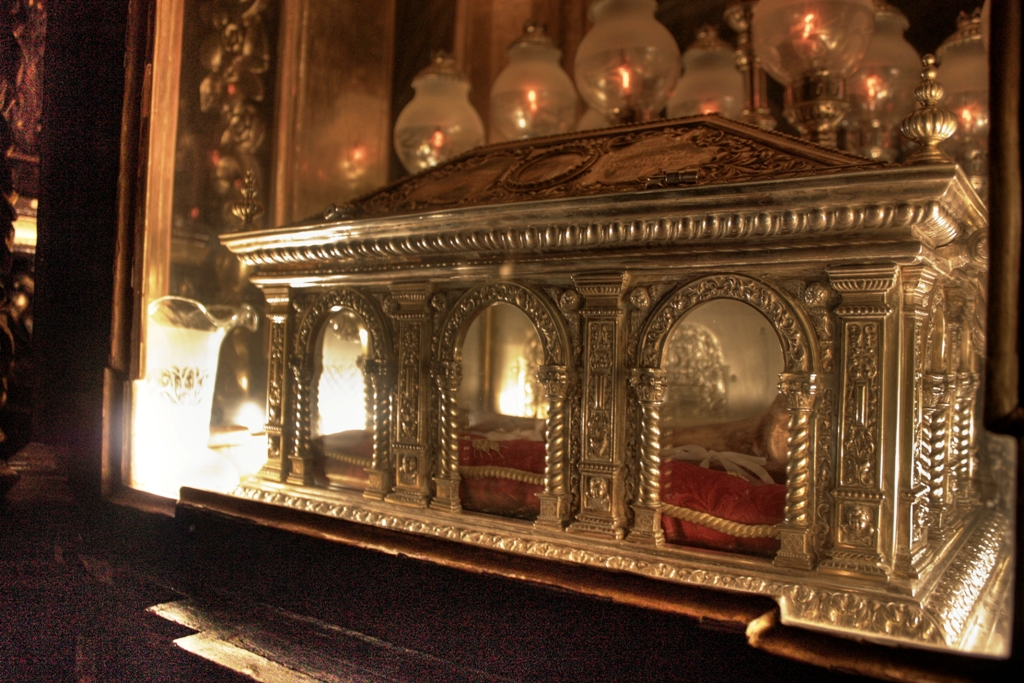
Relicario de San Juan de la Cruz en Úbeda, con una pequeña parte del cuerpo.

La existencia de estas tres vías se corresponde con las tres potencias clásicas del alma: memoria, entendimiento y voluntad, que en este mismo orden son reducidas a un estado de perfecto silencio. El silencio de la memoria es llamado en la mística esperanza. El silencio del entendimiento se llama fe y el silencio de la voluntad caridad o amor. Estos tres silencios representan a la par un vaciamiento interior y una renuncia de uno mismo que alcanza su máximo grado a través de la virtud de la caridad. De ahí sobrevienen la enorme angustia y la sensación de muerte característica de los místicos, pues unirse a Dios es un perderse previo a sí mismo para después ganarse. 

En una noche oscura, 
con ansias, en amores inflamada

¡oh dichosa ventura!,

salí sin ser notada
estando ya mi casa sosegada.
Primera estrofa de Noche oscura.

## Originalidad
San Juan de la Cruz ofrece una radical originalidad en el misticismo consistente en el concepto de noche oscura espiritual. Desde los inicios históricos de la vida retirada eremítica, los buscadores renunciaban a los bienes y placeres mundanos sometiéndose a ayunos y otras asperezas, con el objeto de vaciar sus deseos del mundo y llenarlo de bienes más elevados. San Juan de la Cruz aclara que esta es solamente la primera etapa, ya que tras ella viene la citada noche espiritual, en que el buscador, ya desapegado de los consuelos y placeres mundanos, perderá también el apoyo de su paz, de sus suavidades interiores, entrando en la más "espantable" noche a la que sí sigue la perfecta contemplación.

Una de las partes más originales y más profundas de la doctrina de San Juan de la Cruz, con la que más ha hecho progresar la teología mística y merecido el título de Doctor, es la que se refiere a lo que él llama la noche pasiva del espíritu.
Réginald Garrigou-Lagrange

Un campo sin explorar. Juan de la Cruz percibe la urgencia y la dificultad, y se decide a explorar todo ese campo de la noche, en especial las zonas más arduas donde ningún escritor había logrado penetrar.
José Vicente Rodríguez y Federico Ruiz

### Monte de perfección

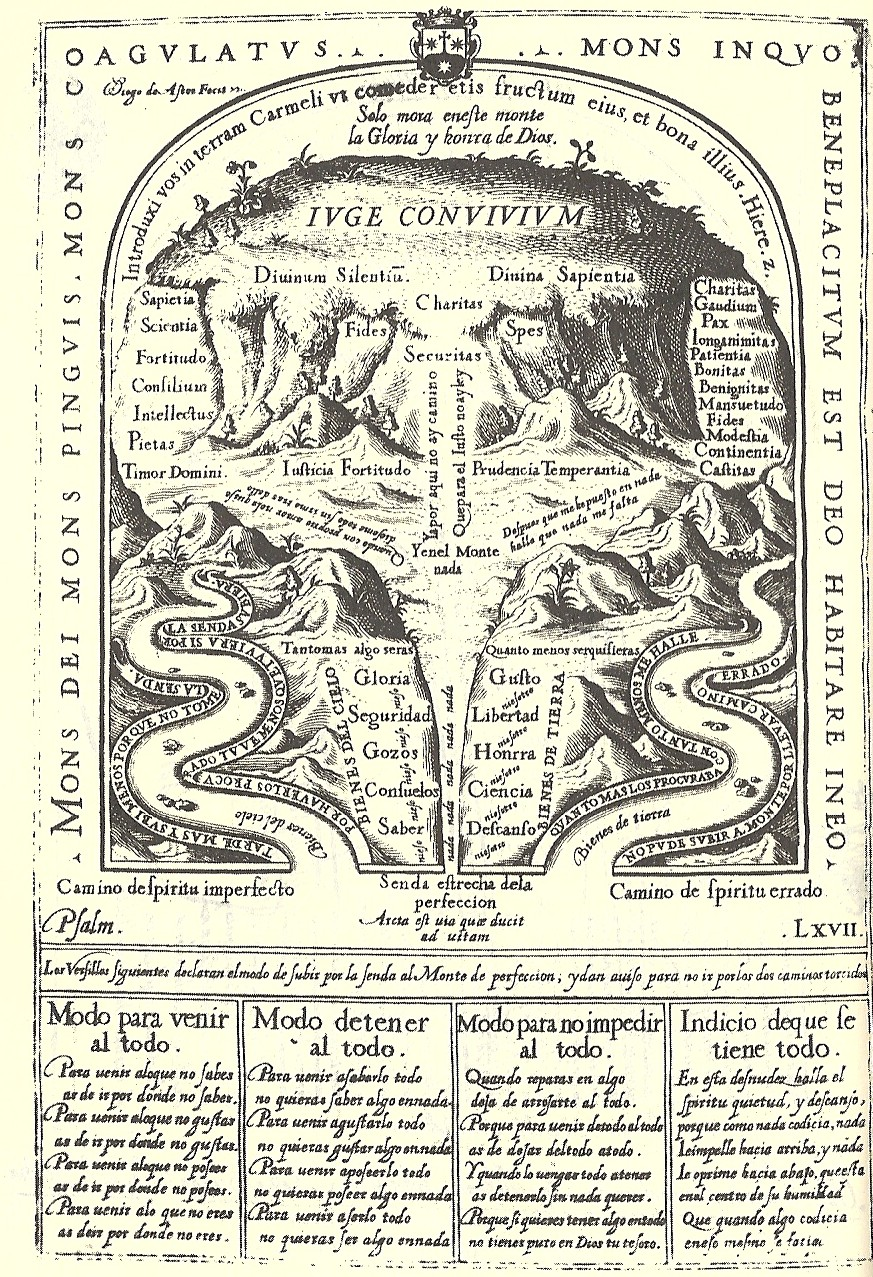
Monte de perfección

En su célebre dibujo del Monte de perfección la recta senda del ascenso aparece flanqueada por dos caminos laterales sin salida. El de la derecha, el camino mundano, señala sus peligros: poseer, gozo, saber, consuelo, descanso. Asimismo el de la izquierda marca también los peligros de un camino espiritual: gloria, gozo, saber, consuelo, descanso. Sorprende especialmente la leyenda de los escalones del camino central, el correcto, en los cuales se lee: Nada, nada, nada, nada, nada. Como nota de este gráfico el autor escribe: Da avisos y doctrina, así a los principiantes como a los aprovechados, muy provechosa para que sepan desembarazarse de todo lo temporal y no embarazarse con lo espiritual, y queden en la suma desnudez y libertad de espíritu, la cual se requiere para la divina unión. Algunas de sus frases breves resumen bien su doctrina, como: «Niega tus deseos, y hallarás lo que desea tu corazón» y «El amor no consiste en sentir grandes cosas, sino en tener grande desnudez, y padecer por el Amado».

## Versiones musicales de sus poemas
- La música callada, de Federico Mompou en 1893–1987. Es una obra para piano compuesta de 28 pequeñas piezas, agrupadas en cuatro cuadernos publicadas en 1959, 1962, 1965 y 1967, respectivamente. El título está tomado de los versos «...la música callada/la soledad sonora...» del Cántico espiritual.[171]

- Cántico espiritual, de Amancio Prada en 1977. Obra musical del poema acompañando su voz de guitarra, violín y violonchelo.[172]

- Las Criaturas, de Silvio Fernández Melgarejo en 1988. Es una canción compuesta por varios versos del poeta místico, con el estilo característico del rock de los años 50.

- Mística, de Carmelo Bernaola en 1991. Es una cantata sobre versos de San Juan de la Cruz que estrenó en la XI edición de Europa Cantat (1991), en Vitoria.
- The Dark Night of the Soul, de Loreena McKennitt en 1994. Es una adaptación en inglés de La Noche Oscura del Alma dentro del disco The Mask and Mirror.[173]

Upon a darkened night 

The flame of love was burning in my breast 
 
And by a lantern bright 
 
I fled my house while all in quiet rest
En una noche oscura  

La llama del amor ardía en mi pecho  
 
Y por una linterna brillante  
 
Huí de mi casa mientras todos en silencio descansaban
Primera estrofa de The Dark Night of the Soul, Loreena McKennitt

- San Juan De La Cruz, del disco Encuentros con entidades de Los Planetas en 2002. Canción compuesta en homenaje al santo con letra estilizada prácticamente igual a la de un texto del poeta.[175]

Mientras iba de tu mano hacia la montaña, 

unos días eran fuego y otros eran llamas. 
 
Dentro del espejo donde no me reflejaba, 
 
la promesa que en la cima nos aguardaba. 
 
Pero una vez allí las nubes no nos dejaban ver el suelo 
 
y una sensación que tuve fue miedo.
Fragmento de San Juan De La Cruz, Los Planetas

- Silencio de Amor, de Jésed Ministerio de Música en 2002. Es un disco publicado en Monterrey, México, cuyas letras están basadas en la obra poética del santo.[176]
- Noche oscura de Jesús Torres. Compuesta en 2006, para soprano y piano, sobre versos de Noche oscura del alma. Publicada por TRITÓ Edicions.
- Aunque es de noche, poema adaptado como tango flamenco por Enrique Morente (1984) y versionado por Refree y Rosalía Vila (2017).
- Água viva, adaptación para el portugués del poema ¡Qué bien sé yo la fuente que mana y corre, aunque es de noche! por el escritor brasileño Paulo Coelho y por el cantante brasileño Raul Seixas en el álbum "Gita" de 1974.